# Guembelia orbicularis
Guembelia orbicularis là một loài Rêu trong họ Grimmiaceae. Loài này được (Bruch) Hampe mô tả khoa học đầu tiên năm 1849.